# Heinrich Nopitsch
Heinrich Nopitsch (* 26. Februar 1893 in Hemau; † 16. August 1925 in Würzburg) war Hauptmann der Reichswehr, Flugpionier und erster Direktor der Fliegerschule Würzburg.

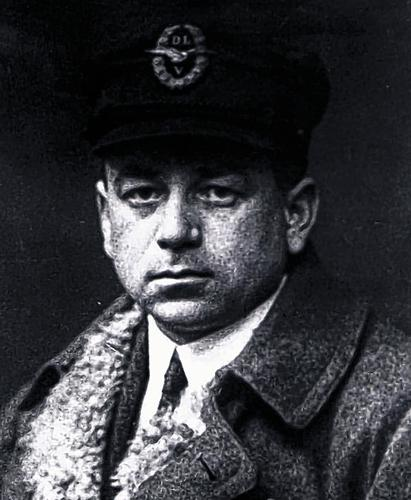
Heinrich Nopitsch

## Leben
Heinrich Nopitsch war der Sohn des Münchner Tierarztes und späteren königlich bayerischen Regierungsrates Ernst Nopitsch (1867–1918; Ernst Nopitsch Urgroßvater war der Nördlinger Musikdirektor Christoph F. W. Nopitsch) und seiner Frau Antonie (geb. Ruf) geboren. Das Ehepaar hatte neben Heinrich noch eine Tochter (Antonie Nopitsch) und einen weiteren Sohn (Ernst; * 1894; † 24. Juni 1916 in Romagne-sous-les-Côtes, nach einer schweren Verwundung infolge der Kämpfe bei Verdun). Heinrich Nopitsch legte 1911 seinen Schulabschluss am Münchner Wilhelmsgymnasium ab. Für das Winterhalbjahr 1918/19 war er für ein Medizinstudium an der Ludwig-Maximilians-Universität eingeschrieben. Jedoch studierte er auf Grund seines Kriegseinsatzes nicht.

### Militärische Laufbahn
Nopitsch trat am 1. August 1911 in das Königlich Bayerische 1. Fußartillerie-Regiment „vakant Bothmer“ ein. Am 25. Oktober 1913 wurde er zum Leutnant ernannt. Nach der Mobilmachung (Erster Weltkrieg) nahm Nopitsch beim Frankreich-Feldzug an mehreren Kriegshandlungen teil, u. a. bei der Schlacht in Lothringen, wo er am 22. August 1914 durch einen Granatsplitter am linken Oberarm eine Verwundung erlitt. 1915, und in den ersten knapp sechs Monaten von 1916, war er noch bei weiteren Kämpfen in Frankreich beteiligt. Ab dem 15. August 1916 wurde er bei der Bayerischen Flieger-Ersatzabteilung Schleißheim als Flugzeugführer ausgebildet. Seine Beförderung zum Oberleutnant erfolgte am 17. Januar 1917; vier Monate später seine Versetzung zur Bayerischen Flieger-Abteilung 47. Im Laufe des Jahres 1917 wurde Nopitsch an der Ostfront bei der Heeresgruppe Linsingen eingesetzt. Im Juni 1917 flog er eine Fernerkundung über die russische Stellung Rowno in 50 m Höhe, circa 100 km hinter der Front. Des Weiteren absolvierte er Anfang September desselben Jahres einen erfolgreichen Bombenflug und Maschinengewehr-Angriff auf feindliche Truppentransportzüge auch gut 100 km hinter der Front aus niedriger Höhe. Besonders hervorzuheben ist ein weiterer erfolgreicher Fernerkundungsflug im November 1917 von 300 km Länge über feindlichem Gebiet bei ungünstiger Witterung und feindlicher Luftwehr in niedriger Höhe (größtenteils unter 200 m). Im März 1918 wurde er schließlich zur Bayerischen Inspektion des Militär-Luftfahr-Wesens versetzt. Als Kriegsflieger im Ersten Weltkrieg war Nopitsch Mitglied der Kampffliegerstaffel unter dem „Roten Baron“ Manfred von Richthofen.
Nopitsch erhielt während des Krieges mehrere Auszeichnungen:
- 12. Oktober 1914: Eisernes Kreuz II. Klasse
- 7. Januar 1915: Bayerischer Militärverdienstorden IV. Klasse mit Schwertern
- 4. Juli 1917: bayerisches Flugzeugführer-Abzeichen
- 5. Juli 1917: Sächsisches Ritterkreuz 2. Klasse des Albrechts-Ordens mit Schwert
- 18. November 1917: Eisernes Kreuz I. Klasse
- österreichisch-ungarisches Militärverdienstkreuz III. Klasse mit Kriegsdekoration und das österreichisch-ungarische Luftfahrer-Abzeichen (Daten unbekannt)

### Würzburg
Nach dem Krieg befehligte er die Kraftfahrerkompanie 121 in der Würzburger Faulenbergkaserne. Nopitsch wurde als Teil der „Brigade Epp“ bei der Niederschlagung des Ruhraufstandes 1920 eingesetzt. Später wurde er Hauptmann der Reichswehr.
Seit Ende des Ersten Weltkrieges verfolgte er das Ziel, eine Fliegerschule am Würzburger Galgenberg zu errichten. Dort hatte der „Fränkische Verein für Luftfahrt“ bereits 1922 eine Station für Segelflüge eingerichtet. Nachdem die Sportfliegerei mit leichten Motoren wieder gestattet wurde, wurden neue Hangars, eine Werkstätte sowie Wohn- und Unterrichtsgebäude aufgebaut.
Nopitsch wurde Vorsitzender der unterfränkischen Sektion der „Arbeitsgemeinschaft zur Förderung von Flugsport und Flugtechnik“ in Würzburg. Solche Interessensgemeinschaften entstanden nach dem Krieg überall in Deutschland.
1924 hatte Nopitsch von seinem Gönner, dem Kommerzienrat August Wildhagen, Mitinhaber einer Bonbon- und Zuckerwarenfabrik in Kitzingen, so viel Geld erhalten, dass er sein Projekt einer Fliegerschule verwirklichen konnte.
Nopitsch schied aus der Reichswehr aus und übernahm die Leitung der Fliegerschule. Die feierliche Einweihung der Fliegerschule erfolgte am 20. Juni 1924, unter den Ehrengästen befand sich Kronprinz Rupprecht von Bayern. Die Möglichkeit eines Rundflugs nutzten unter anderem der Oberbürgermeister Hans Löffler, Regierungspräsident Julius Ritter von Henle und der Rektor der Julius-Maximilians-Universität Würzburg.
Den von vielen Würzburgern erhoffte Anschluss an das internationale Flugnetz bekam der Flugplatz zwar nicht, jedoch konnte sich die Flugschule schnell etablieren. Nopitsch galt als strenger Ausbilder. Die von ihm und unter Mitwirkung des Würzburger Stadtrates gegründete „Unterfränkische Sportflug-GmbH“, deren Geschäftsführer Nopitsch war, finanzierte die Flugausbildungen.

### Tod
Am 16. August 1925 wurde am Kugelfang der 3. Bayerische Fliegergedenktag begangen. Begeistert verfolgten große Zuschauermengen die Kunstflugvorführungen von Ernst Udet. Als krönender Abschluss sollte Heinrich Nopitsch bei einem spektakulären Flugmanöver mit seiner 25-PS „Udet U 7 Kolibri“ im Flug einen Postsack vom Boden angeln und an einer markierten Stelle wieder abwerfen. Um 16:05 Uhr startete er seinen Flug. Als die Maschine eine steile Kurve zog, stürzte Nopitsch aus 20 Metern Höhe aus dem oben offenen Flugzeug bei laufendem Motor tödlich ab. Er wurde in München beigesetzt. Seine letzte gemeldete Wohnadresse befand sich ebenfalls in München, in der Clemensstraße 28.

### Sonstiges
Nachfolger als Leiter der Flugschule wurde zunächst Werner Riezler, unter dem die Bauarbeiten abgeschlossen wurden, und anschließend Robert Ritter von Greim.
Die Nopitschstraße im Stadtbezirk Frauenland wurde nach Heinrich Nopitsch benannt.